# Maria Cristina Giongo

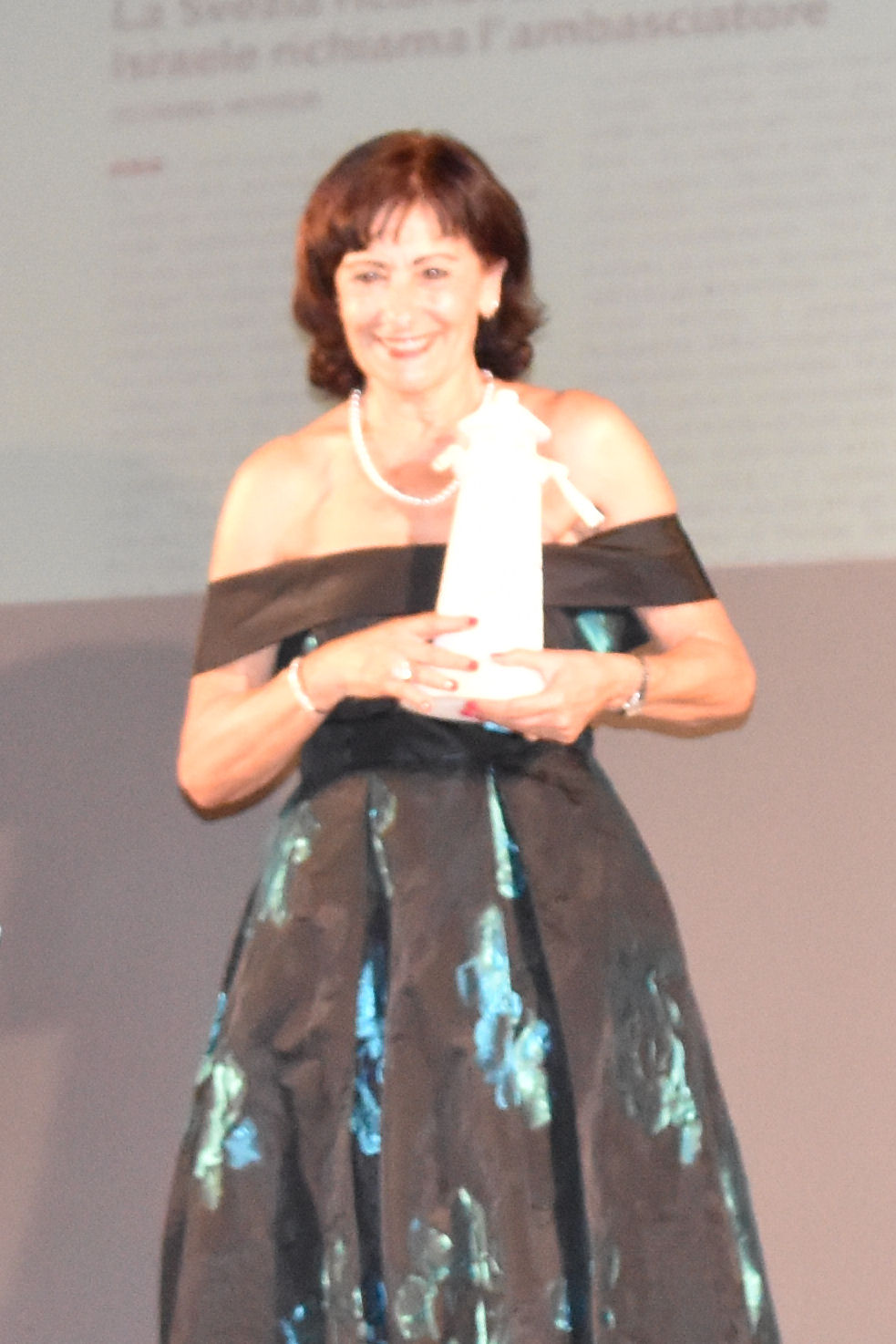
Maria Cristina Giongo, Otranto 11 september 2016, winnares van 'Premio Giornalisti del Mediterraneo, sezione terrorismo'

Maria Cristina Giongo (Milaan, 5 mei 1951) is een Italiaans journaliste en schrijfster.
Ze woont in Eindhoven waar ze als correspondente werkt voor Italiaanse tijdschriften. Van 1976 tot 1981 was ze presentatrice van televisie-programma's in Italië. Ze presenteerde een duizendtal uitzendingen van een dagelijks live-programma voor consumenten, met een deel gewijd aan interviews met bekende mensen uit de wereld van de politiek, gezondheidszorg, actualiteit, mode en schoonheid. Voor dit programma heeft ze een televisieprijs gewonnen ('Premio onda tivu', in de categorie actualiteit en talkshow).
Op 11 september 2016 wint ze de 'Premio Salento - Giornalisti del Mediterraneo' voor haar artikel over terrorisme in het dagblad Libero: 'Ho dovuto uccidere mamma e sorella per salvarle dall'Isis' (' Ik heb mama en zus moeten ombrengen om ze te beschermen tegen Isis ').
In 1997 maakt ze een documentaire over drugsgebruik in Nederland met een equipe van de RAI, in samenwerking met de VN. Drie jaar lang presenteerde ze 'Miss Italia in Olanda', onderdeel van 'Miss Italia in the world'.
Al 36 jaar organiseert ze cursussen Italiaans en werkt ze als lerares, vertaalster en tolk. Van haar hand zijn bovendien drie boeken verschenen in Italië en één in Nederland.
Als lid van de vereniging Pro Petri Sede Benelux heeft ze op 10 februari 2016 een ontmoeting met paus Franciscus en krijgt ze uit Zijn handen de pauselijke medaille van het jubeljaar van de barmhartigheid. Op 24 februari 2023 werd ze door paus Franciscus ontvangen in een privé-audiëntie, samen met enkele leden van de Pro Petri Sede, in de Sala Clementina in het Apostolisch Paleis in Vaticaanstad.
Ze ontving de eer van "Cavaliere dell’Ordine della Stella d’Italia" (Ridder in de Orde van de Ster van Italië) met het decreet van 6 december 2022 gepubliceerd in het officiële publicatieblad van de Quirinale, verleend door de president van de Italiaanse Republiek, Sergio Mattarella.

## Tijdschriften
Ze heeft honderden artikelen geschreven voor dagbladen als Il Giornale, Corriere della Sera (corriere.it), Avvenire en Libero en voor weekbladen als de Il popolo lombardo en Oggi, Novella 2000, Astra, Alba, Sette, Salve, Visto, Corriere Medico en de maandbladen OK La salute van Rizzoli Rcs uitgeverij en OK salute e benessere van PRS uitgeverij. Hierin verschenen interviews met mensen als Marco Borsato, Danny de Munk, Jomanda, Michel Nihoul na zijn vrijlating vanwege het proces Dutroux, Geert Wilders, de Franse politicus/schrijver Alexandre Del Valle, bioloog prof. Jan van Hooff, viroloog Ron Fouchier, anesthesioloog Ben Crul, klinisch psycholoog Jan Derksen en Regina Louf, slachtoffer en getuige in de zaak Dutroux. Ook deed ze interviews met Jan Peter Balkenende, de Italiaanse ambassadeurs in Nederland: Gaetano Cortese (2009), Franco Giordano (2011), Andrea Perugini (2017), Giorgio Novello (2021), filmproducer en ambassadeur voor Eurordis 2014 Sean Hepburn Ferrer (zoon van Audrey Hepburn), de schrijfster Ariëlla Kornmehl, TV presentatrice en fotomodel Monique Sluyter, Joël Devillet, de Italiaanse zangers Al Bano, Toto Cutugno, Roberto Vecchioni, Francesco Baccini, Giada Valenti, Ron en Little Tony, de Italiaanse kunstschaatser Matteo Zanni, de Italiaanse acteur Lino Banfi en de Italiaanse schrijvers Niccolò Ammaniti en Umberto Eco, de Italiaanse Formule 1 coureur Jarno Trulli alsmede de Italiaanse directeur van ESTEC-ESA in Nederland Franco Ongaro en de ESA astronaut Luca Parmitano. In de Corriere della Sera is een interview gepubliceerd met Karol Wojtyła (later Paus Johannes Paulus II, heilig verklaard op 27 april 2014 door Paus Franciscus). In het dagblad 'Avvenire' is een artikel verschenen ten tijde van zijn zaligverklaring, over haar ontmoeting met hem. Ook maakte ze een reportage over het huwelijk van kroonprins Willem-Alexander met de Argentijnse Máxima Zorreguieta, alsmede een reportage van de inhuldiging van koning Willem-Alexander.